# Самит (Вашингтон)
Самит (енгл. Summit) насељено је место без административног статуса у америчкој савезној држави Вашингтон.

## Демографија
По попису из 2010. године број становника је 7.985, што је 56 (-0,7%) становника мање него 2000. године.
| Група             | 2000.         | 2010.         |
| Белци             | 6.959 (86,5%) | 6.585 (82,5%) |
| Афроамериканци    | 173 (2,2%)    | 222 (2,8%)    |
| Азијати           | 233 (2,9%)    | 286 (3,6%)    |
| Хиспаноамериканци | 300 (3,7%)    | 447 (5,6%)    |
| Укупно            | 8.041         | 7.985         |